# Билль 1618
Билль 1618 (Bill 1618) — законопроект, предложенный в США в 1998 году. Не был принят. Билль часто упоминается американскими почтовыми спамерами, чтобы создать ложное впечатление, будто их спам легален.

## Билль
Билль (законопроект) был предложен в 1998 для борьбы с незаконной практикой, называемой telephone slamming — изменением телефонного провайдера без согласия клиента. Некоторые редакции билля содержали спорное требование к отправителям непрошенной электронной почты (unsolicited email) помещать в начале сообщения своё настоящее имя, электронный и физический адрес, номер телефона, а также «заявление о том, что дальнейшая рассылка такой почты получателю будет бесплатно прекращена, если получатель пришлёт на исходный адрес сообщение со словом „remove“ в теме сообщения».
По американским законам, билль, чтобы стать законом, должен быть принят Сенатом и Палатой представителей. Одна из редакций билля была принята Сенатом, но не принята Палатой представителей. Другая редакция была принята Палатой представителей, но не принята Сенатом, причём в ней это спорное требование было выброшено из-за протестов общественности . Таким образом, билль провалился. Он не является (и никогда не был) законом.

## Почему ссылки спамеров являются ложью
- Билль не является законом, поскольку он ни в какой редакции не был принят и Сенатом, и Конгрессом.
- Большинство спамеров нарушают билль, потому что они не сообщают свои настоящие имена, почтовые и электронные адреса и номера телефонов.
- Некоторые спамеры ссылаются на раздел 301, параграф (a)(2)(C) (Section 301, Paragraph (a)(2)(C)). Это — ссылка на редакцию, предложенную Конгрессом. Но из этой редакции весь параграф (a)(2) раздела 301 был выброшен в связи с протестами общественности.

## Проблемы с законопроектом
- Будь законопроект принят, он бы резко увеличил затраты времени пользователей на спам. Стереть 10 сообщений на порядок проще, чем ответить на каждое из них словом remove и только потом стереть.
- Получив ответ remove, спамеры узнали бы, что данный адрес активен. На такие адреса спамеры бы рассылали больше спама, а также продавали их друг другу.
- По указанным выше причинам, многие пользователи бы не отвечали на спам словом remove. Спамеры могли бы слать им спам в любых количествах и утверждать, что они выполняют закон.
- Законопроект позволяет любому желающему отправить одно сообщение любому количеству пользователей.

## Внешние ссылки
- SPAM — Senate bill 1618
- Spam and the Law — S. 1618 and H.R. 4176
- About Junk Mail and Spam